# Anthony Minghella

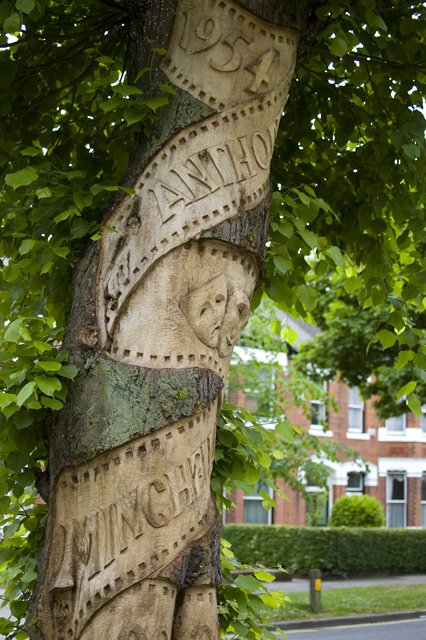
Anthony Minghella-Baum in Hull

Anthony Minghella, CBE (* 6. Januar 1954 in Ryde auf der Isle of Wight; † 18. März 2008 in London) war ein britischer Filmregisseur, Filmproduzent, Drehbuchautor, Dramatiker, Hörspielautor, Theater- und Opernregisseur.

## Leben
Anthony Minghella war der Sohn italienisch-schottischer Eltern, die auf der Isle of Wight eine Fabrik für Eiscreme betrieben. Nach seinem Schulabschluss studierte er an der Universität Hull, wo er eine Zeit lang als Dozent tätig war. Im Jahr 1978 drehte er einen ersten Kurzfilm und seit 1981 war er als Autor und Story Editor tätig. Er wurde mit Theaterstücken, Rundfunkhörspielen, der Fernsehserie Inspector Morse und vielen Drehbüchern für Film und Fernsehen bekannt. Er entwickelte die Drehbücher für die im Jahr 1988 erfolgreich ausgestrahlte Fernsehserie The Storyteller von Muppets-Erfinder Jim Henson.
Auch als Produzent war er erfolgreich, darunter für die Filme Der stille Amerikaner, Die Dolmetscherin und Der Vorleser, für den er 2008 posthum für den Oscar (Kategorie „Bester Film“) nominiert wurde. Gemeinsam mit seinem Freund und Kollegen Sydney Pollack gründete er die Produktionsfirma Mirage Enterprises. Der Regisseur Minghella galt als ein guter Schauspielerführer: Unter seiner Regie brachten es zahlreiche Darsteller zu Oscar-Nominierungen, zwei Schauspielerinnen erhielten die Auszeichnung als „Beste Nebendarstellerin“: Juliette Binoche (Der englische Patient) und Renée Zellweger (Unterwegs nach Cold Mountain).
Gegen Ende seines Lebens kehrte Minghella zu seinen Anfängen im Radio und auf der Bühne zurück: Im Jahr 2006 wurde sein Hörspiel Eyes Down Looking mit Jude Law zu Ehren von Samuel Beckett auf BBC Radio 3 ausgestrahlt, ein Jahr zuvor hatte seine Inszenierung der Puccini-Oper Madame Butterfly in der English National Opera in London Premiere und wurde auch in der Nationaloper von Vilnius, in der Metropolitan Opera in New York und in der Wiener Staatsoper gezeigt. Am Ende des Films Abbitte von Joe Wright (2007) hat er einen Kurzauftritt als Talkshow-Moderator neben Vanessa Redgrave. Seine letzte Arbeit als Drehbuchautor war das Skript für den Musical-Film Nine (gemeinsam mit Michael Tolkin). Zu seinen letzten Regiearbeiten zählt der Pilotfilm zur Krimiserie Eine Detektivin für Botswana (Originaltitel: englisch The No. 1 Ladies' Detective Agency), den die BBC fünf Tage nach seinem Tod erstmals ausstrahlte.
Minghella war mit der aus Hongkong stammenden Choreographin, Produzentin und Schauspielerin Carolyn Choa (Wie verrückt und aus tiefstem Herzen) verheiratet. Der Ehe entstammen zwei Kinder, die in der Filmbranche tätig sind: Tochter Hannah Minghella in der Produktion und Sohn Max Minghella als Schauspieler (Agora – Die Säulen des Himmels). Seine Schwester Edana Minghella (1959–2022) und sein jüngerer Bruder Dominic Minghella (* 1967; u. a. für die britische Fernsehserie Doc Martin) sind Drehbuchautoren.
Minghella starb am 18. März 2008 im Alter von 54 Jahren in einem Londoner Krankenhaus an inneren Blutungen infolge der Operation eines Tonsillenkarzinoms sowie eines Karzinoms im Nacken.

## Auszeichnungen
Im Jahr 1984 erhielt Minghella den Londoner Kritikerpreis als meistversprechender junger Dramatiker, 1986 den Kritikerpreis für sein Stück Made in Bangkok als bestes Stück der Saison. 1997 erhielt er für Der englische Patient den Oscar in der Rubrik Beste Regie, 1999 eine Oscar-Nominierung in der Kategorie Bestes adaptiertes Drehbuch für Der talentierte Mr. Ripley, bei dem er auch Regie führte.
Im Jahr 2001 wurde Minghella zum Commander of the British Empire (CBE) ernannt. Von 2003 bis 2007 war er Präsident des British Film Institute. Seit 1997 trägt das Anthony Minghella Theatre auf der Isle of Wight seinen Namen.

## Filmografie (Auswahl)
als Regisseur
- 1991: Wie verrückt und aus tiefstem Herzen (Truly Madly Deeply)
- 1993: Mr. Wonderful
- 1996: Der englische Patient (The English Patient)
- 1999: Der talentierte Mr. Ripley (The Talented Mr. Ripley)
- 2003: Unterwegs nach Cold Mountain (Cold Mountain)
- 2006: Breaking and Entering – Einbruch & Diebstahl (Breaking and Entering)